# 日耳曼鎮區 (印第安納州馬歇爾縣)
日耳曼鎮區（英語：German Township）是位於美國印地安納州馬歇爾縣的一個行政鎮區。

## 地方資料
根據2010年美國人口普查的數據，日耳曼鎮區的面積為160.80平方千米，當中陸地面積為159.20平方千米，而水域面積為1.60平方千米。當地共有人口8902人，而人口密度為每平方千米55.36人。